# Abacetus parallelus
Abacetus parallelus es una especie de escarabajo del género Abacetus, tribu Abacetini, familia Carabidae. Fue descrita científicamente por Roth en 1851.
Se distribuye por Senegal. Mide aproximadamente 11,2 milímetros de longitud.